# Panteras Negras (Israel)

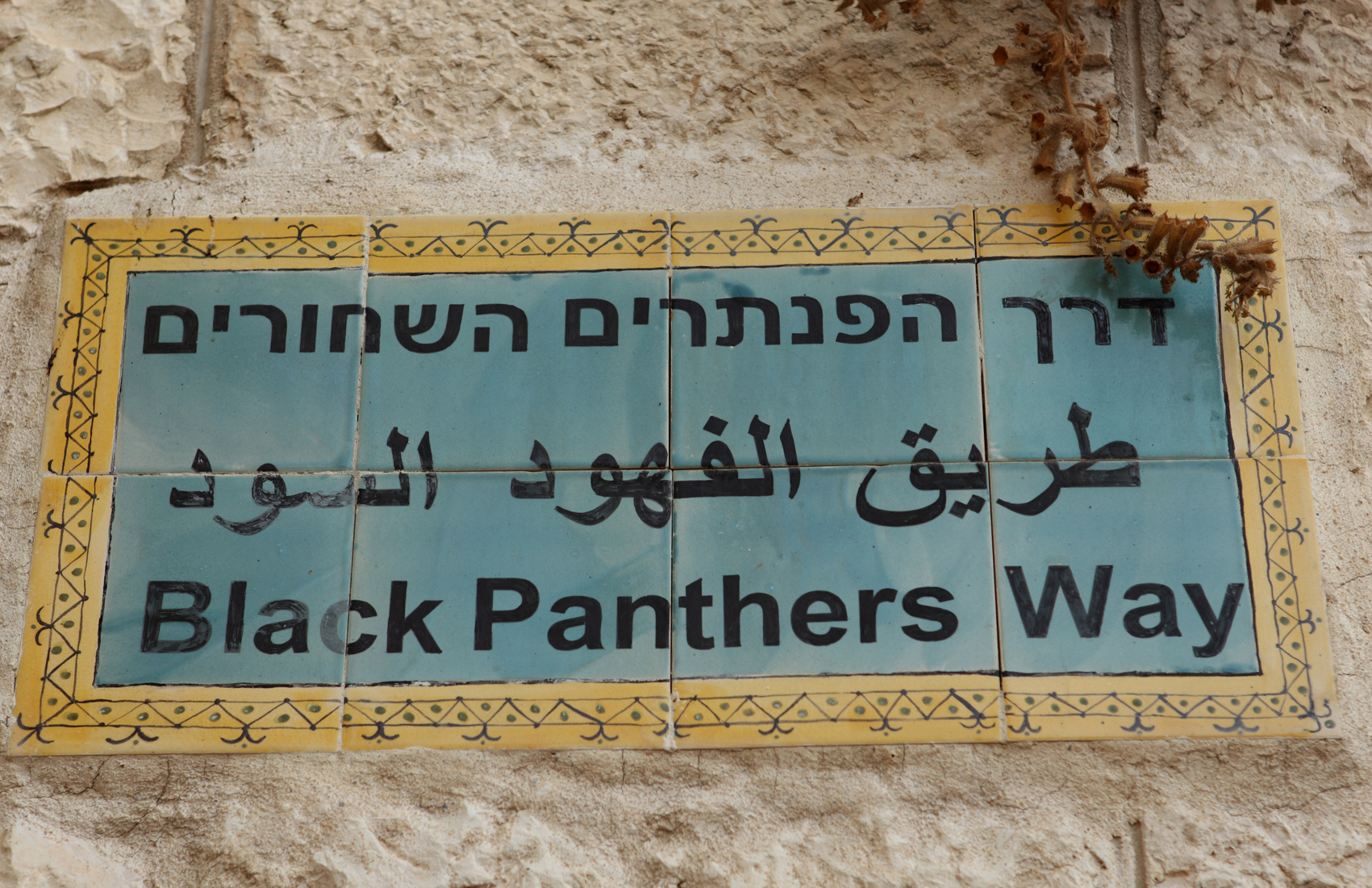
Rua "Panteras Negras" em Jerusalém

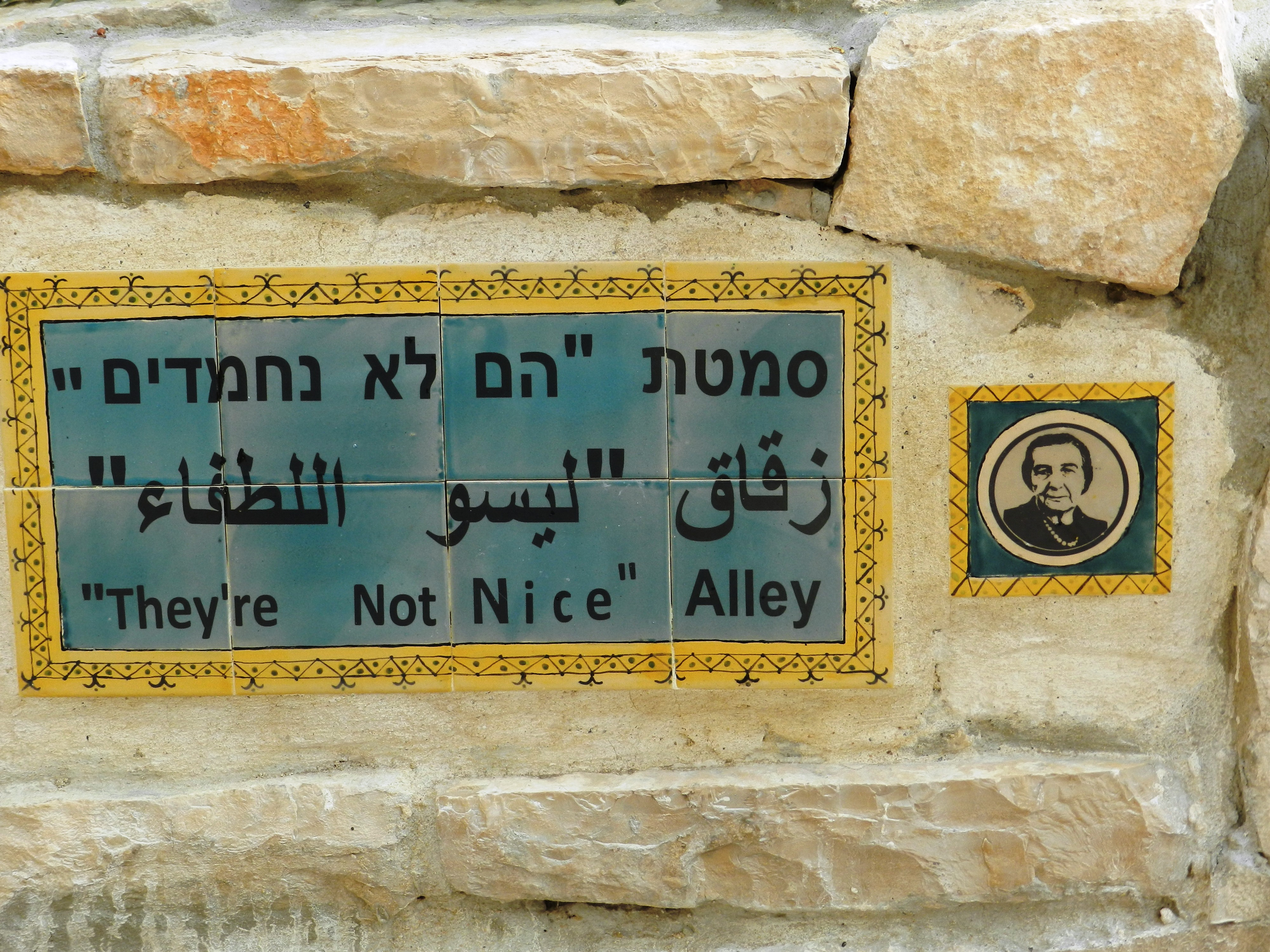
Rua "Eles não são agradáveis" em Jerusalém

Os Panteras Negras foram um movimento criado em Israel nos anos 70, inspirado na organização homónima dos EUA, e reivindicando-se como defensores dos israelitas originários do Médio Oriente, face ao domínio social que à época seria exercido pela população oriunda da Europa e dos EUA.